# Krum av Bulgarien
Krum, död 13 april 814, var khan av Bulgarien, tillhörig Duloklanen, från 802 till 814.

## Biografi
Genom att besegra det avariska Khaganatet 805 utvidgade Krum Bulgariens territorium norrut så att det täckte hela Transsylvanien och östra Pannonien. En gemensam gräns mellan frankernas rike och Bulgarien bildades därigenom i Pannonien.  
Krum strävade efter att infoga alla länder som beboddes av slaver och bulgarer i sitt rike. Det bysantinska riket under Nikeforos I blev oroat och försökte angripa Bulgarien. Det första angreppsförsöket förhindrades av en intern komplott. Före utgången av år 809 hade de bulgariska styrkorna besegrat den bysantinska armén i Strumas dal. Serditsa, som senare skulle bli Bulgariens huvudstad, erövrades vid denna tidpunkt. 
År 811 erövrade den bysantinska armén Pliska och massakrerade befolkningen. Efter att residenset förstörts sägs Krum ha erbjudit Nikeforos vad som helst för att få fred, men kejsaren avböjde. Den 26 juli tog Krum hämnd genom att belägra den bysantinska armén vid bergspasset Vurbitsa, döda kejsaren och de flesta av hans befälhavare (slaget vid Pliska). Staurakios, Nikeforos son, sårades men lyckades fly. Det sägs att Krum lät försilvra kejsarens kranium och använde den som dryckesbägare. 
Khanens senare fredsförslag avvisades. Krum ledde då sin armé söderut och intog bysantinska städer och fästen. Efter att ännu ett fredsförslag avvisats av kejsaren anföll bulgarerna Mesemvria (nuvarande Nesebar). Bulgarerna kom snart fram till Konstantinopels murar. Kejsaren föreslog nu fredsförhandlingar, med den hemliga avsikten att döda khanen. Planen uppdagades och bulgarerna genomfor områdena mellan Konstantinopel och Adrianopel, och tog en stor del av befolkningen till fånga. Bland dessa påstås att den blivande bysantinske kejsaren Basileios' familj ska ha bortförts. Krum hade för avsikt att belägra Konstantinopel och inta kejsarens palats som erövrare, men detta kom inte att ske, då Krum dog den 13 april 814, och efterträddes på tronen av sin son Omurtag.
Krum var också känd för de första skrivna lagarna i Bulgarien, vilka, i ett mycket tidigt exempel på statlig välfärdspolitik, garanterade bidrag till tiggare och beskydd av fattiga bulagrer. Drickande, förtal och röveri straffades hårt. Genom sin lagstiftning blev han känd som en storsint härskare och väckte beundran i övriga Europa i eftervärlden. Michel de Montaigne nämner hans lagstiftning och François Rabelais beskrev Krums rike som ett land utan förräderi, förtal och stöld.

## Galleri

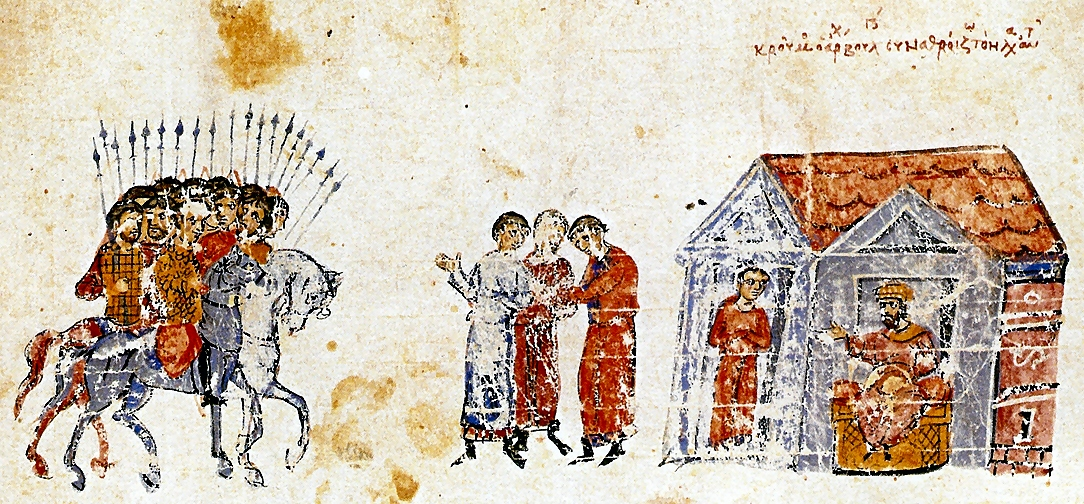
Krum samlar sina trupper, ur Johannes Skylitzes krönika.